# Recueil des Travaux Chimiques des Pays-Bas
Recueil des Travaux Chimiques des Pays–Bas – holenderskie czasopismo naukowe  drukujące publikacje z obszaru chemii bioorganicznej, fizyko–chemii organicznej i chemii nieorganicznej. Wydawane przez Sijthoff w Leiden Holandia w latach 1882–1896. Kontynuowane przez „Recueil des Travaux Chimiques des Pays–Bas et de la Belgique” (1897–1919), w latach 1920–1996 powróciło do „Recueil des Travaux chimiques des Pays–Bas”.